# Domel
Domel je slovensko industrijsko podjetje, ki izdeluje električne motorje in komponente iz laminatov, aluminija, termo plastike in BMC duroplasta. Njihovi izdelki se uporabljajo na področju vakuumskih enot, bele tehnike, prezračevanja, medicine, industrijskih aplikacij, avtomobilske proizvodnje in alternativnih energijskih virov. Podjetje iz Železnikov je bilo ustanovljeno leta 1946. Podjetje je v letu 2006 izdelalo skoraj 6,5 milijona različnih elektromotorjev in ustvarilo promet v višini 81,9 milijona evrov. Podjetje je prek svojih predstavništev prisotno v Nemčiji, Švedski, Združenem kraljestvu, Italiji, Rusiji, ZDA, Kanadi, Avstraliji in Iranu.

## Izdelki
V Domelu razvijajo in izdelujejo vakuumske električne motorje za suho in mokro sesanje, DC motorje, elektronsko komutirane sisteme in komponente za prezračevalne, črpalne in klimatizacijske sisteme ter specialna orodja. Razvoj izdelkov temelji na računalniških simulacijah in laboratorijskih testih, ki omogočajo magnetni izračun in optimiziranje motorja v smislu delovanja, izkoristka, življenjske dobe in okoljskih vplivov.
Med najbolj tehnološko napredne Domelove izdelke štejejo elektronsko komutirani brezkrtačni motorji.
Vsi Domelovi proizvodi so izdelani v skladu z mednarodnimi kakovostnimi standardi, kot so CCC, CE, UL, KEMA, ROHS in drugi.

## Razvojne usmeritve
Osrednje razvojno področje podjetja Domel predstavlja razvoj rešitev na osnovi elektromotorjev in njihovih nadgradenj s področji čistilne tehnike, prezračevalnih sistemov, industrijskih aplikacij, avtomobilske industrije, medicine in alternativnih energijskih virov. Domel je hkrati dobavitelj komponent, orodij in različne opreme z zgoraj naštetih področji.

## Zgodovina
Domel je skozi obdobja izdeloval številne izdelke, med katerimi so prevladovali v preteklosti galanterija, merilni inštrumenti, laboratorijska oprema, elektromotorji, različni gospodinjski aparati in drugih izdelki. V začetnem obdobju od leta 1946 do 1962 je bilo podjetje znano po imenu NIKO, kjer je šlo za proizvodno zadrugo kovinarjev oziroma od leta 1954 za tovarno kovinskih in elektromehanskih izdelkov iz Železnikov. Leta 1962 je bilo podjetje priključeno podjetju Iskra – njeno ime nosi vse do leta 1991. Z razpadom Jugoslavije se podjetje preimenuje za krajši čas v Elektromotorji d.o.o. in leto kasneje postane Domel, ki ga novi lastniki leta 1994 preoblikujejo v delniško družbo.
Leta 2006 postane Domel z odprtjem lastnega podjetja in tovarne za izdelavo robustnih vakuumskih motorjev na Kitajskem mednarodno podjetje. Leta 2010 se znotraj skupine povezanih podjetji preoblikuje iz delniške družbe v družbo z omejeno odgovornostjo. 

## Lokacije
Domel ima proizvodne obrate na šestih lokacijah: štiri v Sloveniji ter po enega v Srbiji in na Kitajskem. Povezava na blog: https://www.domel.com/sl/aktualno/blog/domel-geografsko-2022-02-14

## Certifikati kakovosti in odličnosti
ISO standardi:
IATEF 16949
ISO 9001
ISO 14001
ISO 13485